# Rivolta dei Basmachi
La rivolta dei Basmachi (in russo Восстание басмачей?, Vosstanie basmačej), o basmačestvo (Басмачество), è stato uno dei più importanti episodi della guerra civile russa. Cominciata tra 1916 e 1917, poté dirsi definitivamente conclusa solamente nel 1931, quando i sovietici vinsero le ultime resistenze. La rivolta va inserita in una turbolenta fase della storia dell'Asia centrale, che trova le sue premesse nella prima guerra mondiale. Le popolazioni turche musulmane del Turkestan russo e dei due protettorati di Khiva e Bukhara furono le protagoniste della rivolta, che intrecciava logiche strettamente locali con grandi ideali, come il panturchismo e il rispetto del principio di autodeterminazione per i popoli dell'Asia centrale.

## Origini del movimento
Il termine "Basmachi" ha origine uzbeka e indica semplicemente dei "banditi" o "briganti". I sovietici cominciarono ad utilizzarlo per indicare i ribelli musulmani locali che avevano impugnato le armi contro la rivoluzione. Il termine fu usato per sminuire i combattenti e ridurli al rango di semplici criminali, spesso dipinti come sanguinari e reazionari. Buona parte della storiografia post-sovietica, soprattutto in Uzbekistan, non utilizza più questa espressione: i ribelli sono oggi interpretati come combattenti per la liberazione nazionale.
Risulta infatti difficile etichettare il fenomeno come semplice brigantaggio: al suo apice il movimento ebbe indubbiamente un'adesione di massa e perseguì dei precisi obiettivi politici, come la conservazione dell'ordine economico e sociale precedente alla Rivoluzione. I leader delle principali bande armate, incaricati di difendere il territorio dalla violenza e dalle requisizioni forzate, erano chiamati "kurbashi" , termine che indicava semplicemente il comandante. Spesso si trattava di personalità che prima di diventare "banditi" avevano avuto cariche militari o amministrative, ed erano stati punti di riferimento per le comunità locali.
Il movimento dei Basmachi affonda le sue radici nel particolare contesto della Prima guerra mondiale, che aveva coinvolto l'Asia centrale zarista, causando anche una rivolta delle popolazioni turche locali nell'estate del 1916, quando cominciarono le prime forme di coscrizione indirizzate ai nativi. Quello dei basmachi fu il primo moto anti-russo di massa e preparò il terreno per gli eventi successivi. Il destino della regione si legò poi a quello della guerra civile russa, con il collasso totale del potere centrale. Tra le tante formazioni politiche di questa fase, fu particolarmente importante l'Autonomia di Kokand, che rivendicò il diritto all'autodeterminazione per il Turkestan. Già nel febbraio del 1918 dei distaccamenti della Guardia Rossa furono in grado di porre sotto assedio la città di Kokand, che venne espugnata in tre giorni e i cui abitanti furono massacrati. In questo frangente i Basmachi, legati a quelle fazioni sconfitte a Kokand, cominciarono a colpire gli insediamenti russi ed in particolar modo i distaccamenti della Guardia Rossa.

## Sviluppo del conflitto
Nel corso dei sei anni successivi all'assedio di Kokand, il movimento si radicò nel territorio, passando dagli attacchi sporadici ad una situazione di guerra totale, per poi declinare nuovamente in una guerra di resistenza su scala locale nella fase 1924-26. Inizialmente la zona maggiormente coinvolta dagli scontri fu la valle del Ferghana, dove risiedevano la maggior parte delle popolazioni sedentarie della regione; dopo la presa del potere da parte dei sovietici a Khiva e Bukhara, i combattimenti si allargarono anche a quelle aree.

### Irgash Bey e i tentativi di organizzazione del movimento (1918-1919)
La prima fase della resistenza armata fu organizzata e diretta da Irgash Bey, che in breve tempo emerse come il kurbashi più importante. Egli era stato membro della milicija e nel 1917 era diventato kurbashi della divisione di Kokand, per poi abbandonare la città nei mesi dell'assedio. Irgash Bey era riuscito a stabilire una rete di più di 30 kurbashi entro la fine del 1918, controllando complessivamente 4000 combattenti. I primi attacchi mirarono a isolare le città in mano ai sovietici e insidiare il più possibile il loro controllo sulle aree rurali. Nel marzo del 1919 il leader, che ormai controllava circa 20 000 uomini, organizzò un incontro tra i vari Basmachi per creare un movimento omogeneo e unito e per tentare di dare al Turkestan un'amministrazione coerente ed alternativa a quella sovietica: venne riconosciuto come Amir al-Musulman, cioè "comandante dei musulmani". Tuttavia questo tentativo ebbe vita breve e non superò l'estate del 1919.

### Madamin Bek e l'alleanza con i coloni russi (1919-1920)

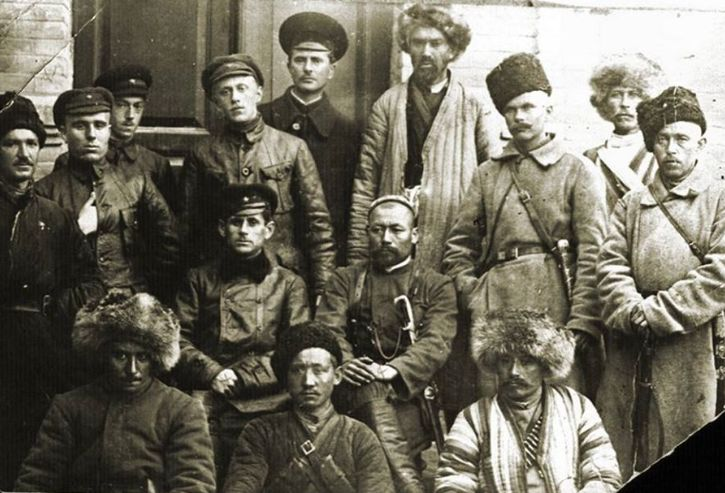
Madamin Bek (al centro) dopo la negoziazione con i Sovietici, 1920

Irgash Bey doveva contendersi la leadership con altri leader carismatici, e in particolar modo con Madamin Bek. Nato nello uezd di Margilan, nel 1917 era diventato presidente di un'organizzazione sindacale musulmana della città. Tra il 1918-19 si costruì la sua personale rete di potere, arrivando a controllare tra i 4000 e i 5000 uomini, in grado di operare sull'intero territorio della Valle del Ferghana. Nel marzo del 1919 partecipò all'incontro voluto da Irgash Bey e ottenne il posto di deputato nell'assemblea, ma nei mesi successivi fu tra coloro che decretarono il fallimento dell'esperimento. Egli cercò l'alleanza di un'altra fazione protagonista delle lotte antisovietiche nella regione: i coloni russi. Questi ultimi, per difendere le loro risorse agricole dalle requisizioni, si erano organizzati militarmente, disponendo di varie armi dal periodo della prima guerra mondiale. Erano riusciti a ritagliarsi un potere locale autonomo. In particolare, Madamin Bek nell'estate del 1919, si incontrò con uno dei principali leader dei coloni, Konstantin Monstrov (un ex ufficiale zarista) con il quale negoziò per arrivare ad un progetto di un governo del Turkestan in cui le due forze si sarebbero dovute spartire le rispettive sfere d'influenza. Alla fine del 1919 l'alleanza portò alla formazione del Governo Provvisorio del Fergana, con Madamin Bek nel ruolo di Presidente e Monstrov come uno dei 5 ministri del gabinetto. Nonostante le lontananze, l'Alleanza tra i due gruppi funzionò e sopravvisse ai due creatori, morti entrambi nel corso del 1920.
I sovietici, che fino a quel momento si erano concentrati maggiormente sulle minacce dei Bianchi nella Russia europea e in Siberia, lasciando ai margini lo scenario dell'Asia centrale, cominciarono a riorganizzare la loro presenza nella regione e a preparare il contrattacco. Già nel febbraio del 1919 il soviet di Tashkent aveva organizzato il "Primo Congresso straordinario per la liquidazione dei Basmachi". Nell'estate del 1920, il generale sovietico Michail V. Frunze riuscì a raggiungere la valle del Fergana: ora che i Basmachi si trovavano di fronte ad un esercito regolare e ben addestrato, subirono gravissime perdite. Madamin Bek, dopo essersi arreso e aver tentato di negoziare con i comunisti musulmani, morì nel maggio 1920, in circostanze sospette. Per la fine dell'anno i Basmachi erano stati espulsi da tutte le città e relegati ai piccoli villaggi di montagna, dove continuarono ad operare nuovamente su scala locale negli anni successivi. Nel 1922, si erano ormai dissolte ben 119 delle 200 bande di basmachi e la regione poteva dirsi pacificata. Nel frattempo il conflitto si era spostato più a ovest, verso gli ex emirati di Bukhara e Khiva.

### I basmachi a Khiva e Bukhara: la leadership di Enver Pasha (1920-1922)

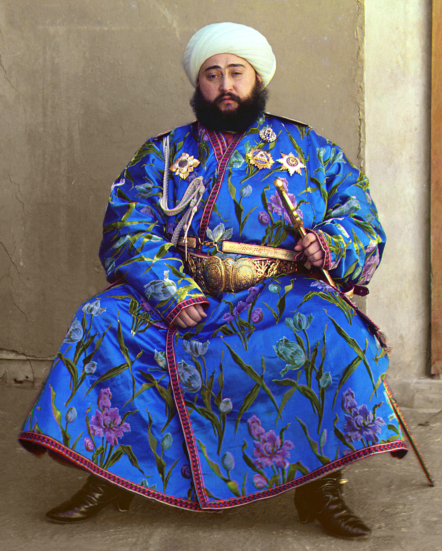
L'emiro Mohammed Alim Khan di Bukhara

Durante la conquista zarista dell'Asia centrale, il khanato di Khiva e l'emirato di Bukhara erano rimasti formalmente autonomi, diventando due protettorati dell'Impero russo. La situazione si mantenne intatta nel 1917 con il Governo Provvisorio e durante la guerra civile i due governi si allinearono con le posizioni dei Bianchi e dei Basmachi. Ma con la presa del potere da parte dei sovietici le cose mutarono: Khiva cessò di esistere nell'aprile del 1920 e venne fondata la Repubblica Sovietica Popolare Corasmia (distinta e autonoma da quella sovietica) guidata dal partito dei "Giovani Khivani". Analoga sorte spettò a Bukhara nell'agosto dello stesso anno, con la presa di potere del partito dei "Giovani Bukharioti". In entrambi i protettorati la resistenza continuò ad oltranza: lo stesso emiro di Bukhara, Mohammed Alim Khan, riuscì a fuggire raggiungendo l'Afghanistan, da dove continuò a dirigere la resistenza. I Basmachi avevano stretto fin da subito rapporti diplomatici con i leader della resistenza a Khiva e Bukhara, pronti a creare un fronte unico.

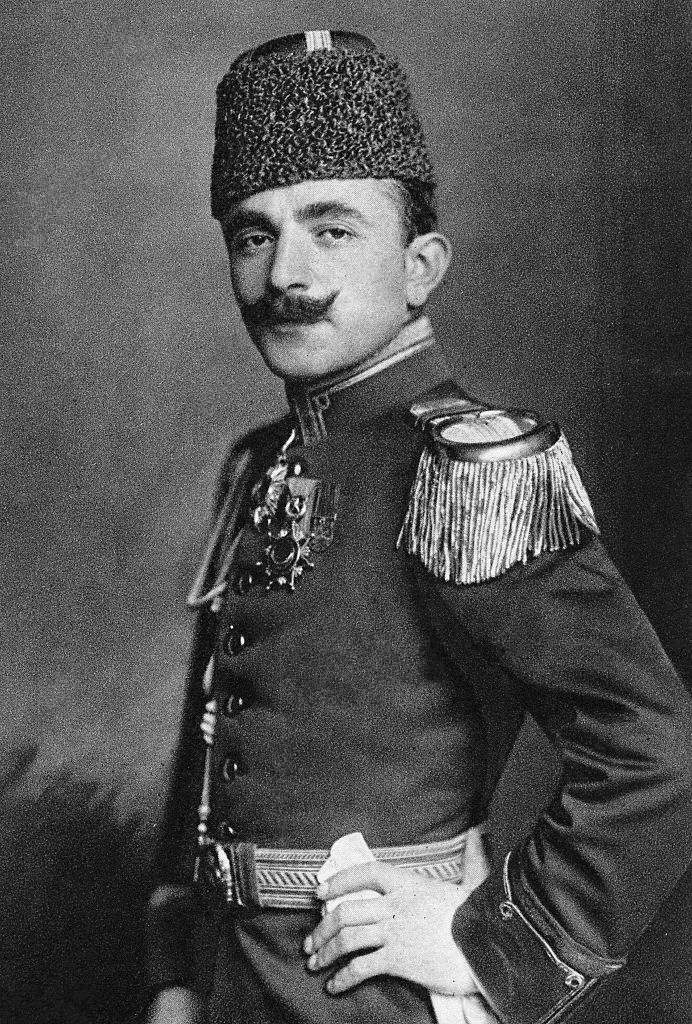
Enver Pasha

Ma la figura più emblematica di questa fase fu quella di Enver Pasha, ex leader del governo dei Giovani Turchi, poi deposto. Egli, che aveva la fama di grande avventuriero, covava l'ambizione di fondare un impero panturcico, paragonabile a quello di Tamerlano, che abbracciasse Turkestan cinese, Turkestan russo, Kazakistan e Afghanistan. Giunto in territorio sovietico subito dopo la sua deposizione a Istanbul, tentò di porsi come intermediario nei rapporti turco-russi, sostituendosi al rivale Mustafa Kemal, presidente della Turchia. Ma i sovietici, non fidandosi di lui, trattarono direttamente con Kemal. A quel punto, raccogliendo un'armata di suoi fedelissimi nel Caucaso, nel corso del 1921 si spostò in Asia centrale, raggiungendo il territorio bukhariota orientale, nuovo fulcro della resistenza basmachi e in breve tempo ottenne la leadership del movimento. Egli riuscì a influenzare massicciamente il movimento con le sue idee panturchiste e fu anche in grado di accogliere tra le sue file tanti disertori delle RSP di Corasmia e Bukhara. Infiammò gli animi delle popolazioni locali, con tanto di chiamate al jihad, e arrivò a controllare direttamente un esercito di circa 20 000 unità, nel quale introdusse una catena di comando su modello europeo. Riuscì per la prima volta dall'inizio della resistenza a creare un coordinamento triangolare tra Fergana, Khiva e Bukhara, e nel corso di un anno conquistò interamente la metà orientale del territorio bukhariota. Grazie alla presenza di Enver Pasha anche la resistenza nella valle del Fergana fu in grado di revitalizzarsi e, inoltre venne costituito un nuovo importante centro di resistenza a Samarcanda. Proprio nell'antica capitale timuride si tenne un congresso nell'aprile 1922, che dichiarò il proprio supporto alla nascita di un Turkestan indipendente sotto la sharīʿa.

### Il contrattacco sovietico e la riorganizzazione del territorio (1922-1924)

Asia centrale sovietica. Da notare l'A.S.S.R Khirgiza, che solo dal 1925 prese il nome di Kazakistan

Per Mosca, l'indipendenza del Turkestan era una condizione completamente inaccettabile. Questo sia perché avrebbe costituito un pericoloso precedente, sia perché l'economia sovietica dipendeva fortemente dal cotone dell'Asia centrale. Dunque l'Armata Rossa fece tutto il possibile per affrontare la nuova pericolosa situazione: l'esercito venne potenziato con la presenza di truppe scelte, e per la prima volta, anche con truppe musulmane locali, per ridurre la forte connotazione etnico-religiosa che il conflitto aveva assunto. Queste truppe locali erano organizzate in distaccamenti volontari, detti dobrotriady. A molti kurbashi venne offerta l'amnistia in cambio della collaborazione militare e si decise inoltre di abbandonare la politica anti-religiosa di Lenin, in virtù di una graduale riammissione delle pratiche religiose musulmane: con una risoluzione del maggio 1922 si permise la legalizzazione delle scuole coraniche, la riammissione degli antichi diritti delle terre di waqf ed una parziale autonomia delle corti giudiziarie locali basate sulla sharīʿa.
Si procedette inoltre a un'immissione di elementi indigeni nell'amministrazione sovietica, sia a Bukhara sia nel Turkestan. Questo permise alle forze sovietiche di recuperare terreno: nell'agosto del 1922, Enver Pasha venne eliminato, mentre per la fine dell'anno erano stati eliminati i principali leader basmachi nella valle del Fergana. All'inizio del 1923 vennero ripristinate le coltivazioni di cotone, rendendo più difficile l'approvvigionamento per i Basmachi, ma minando anche l'autosufficienza economica della regione. Ormai la ribellione era stata ridotta a singole azioni di piccoli gruppi nelle aree montane e di confine.

### Le ultime resistenze (1924-1931)

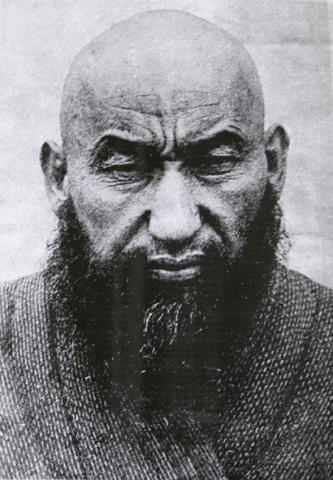
Ibrahim Bek

Nell'area di Bukhara, sconfitto Enver Pasha, rimanevano le forze di Ibrahim Bek, ultimo grande leader del movimento. Egli fu in grado di dare ancora del filo da torcere alle forze sovietiche, ma ormai era venuta meno quella solida rete unitaria creata precedentemente dal generale turco. Sconfitto nel 1925, Ibrahim Bek riuscì a fuggire in Afghanistan, da dove continuò a dirigere attacchi transfrontalieri. Anche a Khiva la resistenza fu strenua e i sovietici fecero ancora più fatica a riottenere il controllo. Qui era emersa la figura di Dzuhanid Khan, leader tribale turkmeno, che divenne informalmente l'ultimo governatore del Khanato di Khiva. Egli fu in grado di occupare la capitale nel gennaio del 1924 e i sovietici impiegarono più di un mese a riprenderne il controllo. Sconfitto, continuò a organizzare attacchi ed incursioni dalla sua base nel deserto turkmeno, per poi dover fuggire in Iran nel 1927.
Oltre alla resistenza isolata di questi due leader, dunque, la situazione dell'Asia centrale sovietica può dirsi pacificata già a partire dalla fine del 1924. Nel biennio 1929-1930 si assistette a ulteriori recrudescenze, dovute al fatto che era cominciato il progetto staliniano di collettivizzazione delle terre. Questo aveva anche comportato l'abbandono della politica distensiva nei confronti dell'islam: il clero musulmano venne accusato di rallentare lo sviluppo economico e sociale della regione. Questo comportò la chiusura di numerose moschee e scuole coraniche. La resistenza fu più strenua nel Tagikistan orientale e nel Turkmenistan occidentale, due aree di confine che erano state marginali durante gli anni della rivolta. Questo permise sia a Ibrahim Bek che a Dzuhanid Khan di tornare dai loro esili e condurre alcune operazioni militari rispettivamente nel Tagikistan orientale, al confine con l'Afghanistan, e nell'area di Krasnovodsk in Turkmenistan. In particolar modo, Ibrahim Khan fu in grado di sfruttare a suo favore la situazione politica interna dell'Afghanistan, dove era in corso una guerra civile. La fazione dei Saqqawisti permise ai basmachi di operare nel nord dell'Afghanistan e questo portò i sovietici a organizzare due interventi militari nel paese, rispettivamente nel 1929 e nel 1930. Con la sconfitta dei Saqqawisti, Ibrahim Bek fu catturato nel maggio 1931 e morì poco dopo. La stessa sorte toccò nello stesso anno a Dzuhanid Khan.

## Conseguenze del conflitto
La campagna contro i Basmachi permise ai sovietici di porre le prime basi per la futura sovietizzazione del territorio: esso fu interessato per tutto il corso degli anni '20 da carestie e la gestione degli approvvigionamenti risultò centrale per i due schieramenti, dato che permise loro di accattivarsi il favore popolare. Inoltre, la reintroduzione del cotone e successivamente la collettivizzazione delle terre, mutarono profondamente l'economia della regione. La vittoria sovietica causò tantissimi flussi migratori, sia esterni (in particolar modo verso l'Afghanistan), sia interni: in media, nell'area bukhariota orientale, la popolazione decrebbe del 42,5%. In un contesto di diffusa militarizzazione, dunque, la lotta per sradicare le bande dei basmachi fu propedeutica al cambiamento sociale nei villaggi e all'instaurazione di nuovi legami economici e politici tra il "centro" e la "periferia" dell'URSS.
I Basmachi hanno sicuramente svolto un ruolo fondamentale nella modernizzazione politica dell'Asia centrale, riunendo i vari elementi della società turkestana nel tentativo di sconfiggere un nemico comune. Per la prima volta si iniziò a sviluppare un'identità politica, primitiva e parziale che prima di allora non esisteva e ci si percepiva piuttosto come musulmani o come membri di un certo clan o tribù. Alla fine della rivolta non fu più così. Gli intellettuali comunisti dell'Asia centrale, furono in grado di sfruttare questo sentimento e innestarlo nel progetto staliniano di "nation building" all'interno dell'Asia centrale sovietica. Questi intellettuali vedevano ancora qualche virtù nella società tradizionale e nell'eredità islamica. Questo passaggio permetterà, con la caduta dell'Unione Sovietica, la trasformazione dei Basmachi da semplici banditi a veri e propri eroi nazionali.